# Мартіна Бек
Мартіна (Моллі) Бек (нім. Martina Beck, народжена Ґлаґов, нім. Glagow, нар. 21 березня 1979) — німецька біатлоністка, призерка Олімпійських ігор, володарка Великого кришталевого глобусу Кубка світу з біатлону.
Мартіна Ґлаґов розпочала виступи на кубку світу з біатлону в 2000 році. Впродовж кар'єри вона виграла 12 етапів. В найуспішнішому для себе сезоні 2002/2003 Ґлаґов виграла Великий кришталевий кубок, першою із німецьких спортсменок. На Туринській олімпіаді Мартіна здобула 3 срібні медалі. Ще одну олімпійську медаль, бронзову, вона виборола у Ванкувері разом із подругами в естафетній команді Німеччини.
У 2008 році Мартіна одружилася із австрійським біатлоністом Ґюнтером Беком, і змінила прізвище на Бек. В житті поза біатлоном Мартіна — офіцер федеральної поліції.
Наприкінці сезону 2009/2010  Мартіна Бек оголосила про завершення спортивної кар'єри.